# Сангарская нефтегазоразведочная экспедиция
Сангарская нефтеразведочная экспедиция (НРЭ) — была создана 15 апреля 1972 года в посёлке городского типа Сангар Кобяйского района Якутской АССР на базе Эксеняхской нефтеразведки реорганизуемой Северо — Якутской НРЭ. Через семь лет, в соответствии с приказом Министерства геологии РСФСР, НРЭ была преобразована в нефтегазоразведочную (НГРЭ). Изначально НРЭ организовывалась в составе Якутского ордена Ленина территориального геологического управления, но уже в конце года, в связи с важностью задач, предусмотренных Постановлением ЦК КПСС и Совета Министров СССР «Об усилении геологоразведочных работ на нефть и газ в Якутской АССР в 1972—1975 гг.», стала одной из основных структурных единиц треста «Якутнефтегазразведка», выведенного в прямое подчинение Министерства геологии РСФСР. В 1979 году на базе треста было создано производственное геологическое объединении (ПГО) «Ленанефтегазгеология».
Коллектив экспедиции в середине 1972 года в равных частях составили старожилы Севера и работники подразделений Камратской НРЭ перебазированной в соответствии с приказом МинГео СССР из посёлка Комрат Молдавской ССР. В основном производстве — бурении было две местные бригады мастеров А. В. Процко и В. Т. Пискунова и две «молдавские» А. М. Ковалёва и С. И. Дорошенко. А также бригада по испытанию скважин старшего мастера Г. Ф. Котченко и вышкомонтажники под руководством Ф. М. Булаха. В составе прибывших на Север, условно «молдован», были приехавшие по второму кругу, отличившиеся в пятидесятых — шестидесятых годах прошлого века, первооткрыватели Усть — Вилюйского газового месторождения (ГМ): буровые мастера А. В. Шевелев, И. И. Орехов и специалист по буровым растворам Е. И. Сухов. Их мнение и сыграло изначально главную роль в определении места перебазирования Комратской НРЭ.
Экспедицией в период её деятельности до сокращения централизованного финансирования и ликвидации в 1989 г. руководили: начальники А. А. Граусман, Ю. И. Пелипенко, В. И. Понятов, В. Ф. Кеввай, Г. В. Хасанов, А. В. Поляков, А. В. Штульман; главные инженеры: Г. В. Хасанов, А. В. Поляков, А. А. Тарков, А. В. Богородцев, А. Г. Саблин; главные геологи: В.Ф Кеввай, В. В. Курлаев, М. И. Алексеев, В. В. Александров.
Начальниками отделов аппарата управления НРЭ (НГРЭ) в разное время работали: геологического — В. В. Граусман, В. В. Курлаев, О. Б. Колесов, С. Ф. Пынчин, И. В. Лизунов; производственно-технического — А. Н. Шевченко, Ф. С. Закиров, В. С. Фролов, В. Г. Дундий, А. Г. Кот; технологического — В. В. Игревский, Д. И. Левицкий, А. А. Тарков, А. В. Богородцев; главного механика — Г. М. Урсу, М. В. Денисенко, В. И. Слободян, М. П. Плохоцкий; главного энергетика — В. П. Ризун, Н. И. Бочкарёв, В. И. Макаренко. Экономические службы длительное время возглавляли: бухгалтерию — П. П. Радулов; ПЭО — Т. А. Александрова, Т. Л. Темнова; ООТиЗП — П. Е. Суховей, П. М. Забара. Основными службами и цехами руководили: инженерно-технологической службой — А. Н. Шевченко, Л. И. Масальский, В. И. Шеховцов, А. А. Старшинин; цехом испытания скважин — А. Г. Дозмаров, М. И. Алексеев, В. Ф. Козлов, С. Ф. Пынчин, В. Н. Белой; вышко-монтажным цехом — В. И. Слободян, А. Н. Миронов; тампонажным — Г. М. Седов; ремонтно-механической мастерской (РММ) — П. И. Редин, Р. М. Белуник; вспомогательной базой с РММ на причале Хатырык-Хомо — Е. П. Панкратов, В. С. Шаталов; автотранспортным — В. В. Петров; лабораторией буровых и цементных растворов — Е. И. Сухов, В. И. Шаталова. Нефтегазоразведочными партиями руководили: Олёкминской (с. Солянка Олёкминского района) — Б. С. Якупов, Г. Н. Панарин, С. Я. Якимец, Б. И. Давыденко, А. Г. Поплюйко; Арктической (с. Таймылыр Булунского района) — А. Н. Миронов, А. Андрющенко, С. Ф. Пынчин.
Семнадцатилетний период деятельности экспедиции можно условно подразделить на два этапа:
— первый с 1972 по 1979 гг., когда за счёт доразведки Усть-Вилюйского газового месторождения (ГМ) была решена проблема газоснабжения Якутского промышленного узла в зиму 1972 — 73 гг., велись поисково-оценочные и разведочные работы по Бадаранскому ГМ (в результате выявлены две новые газовые залежи в триасовых (пласт Т1 — Х) и меловых (пласт — К1) отложениях, определён масштаб залежи пласта Т1-III, предварительно оценены низкопроницаемые газонасыщенные отложения верхней перми. Совместно с Вилюйской НРЭ велась разведка Соболох-Неджелинского и Толон-Мастахского газоконденсатных месторождений (ГКМ). Бурились одиночные поисковые (открыто Нижневилюйское ГМ) и параметрические скважины в пределах Линденской и Лунгхинской впадин, Предверхоянского прогиба, южного и северного бортов Вилюйской синеклизы;
— второй с 1980—1989 гг., в этот период дана предварительная оценка перспектив нефтегазоносности северо-западного и южного бортов Вилюйской синеклизы, северо- западного склона Алданской антеклизы, Лено-Анабарского, Предверхоянского прогибов и Берёзовской впадины, открыто Бысахтахское ГКМ, получены промышленные притоки газа на Кэдэргинской (две залежи в межсолевых и подсолевых отложениях нижнего кембрия) и Мухтинской (межсолевые отложения чарской свиты) площадях.
Ветераны экспедиции вспоминая коллег, годы своей молодости, энергию и энтузиазм, с которыми трудились в полевых условиях большинство специалистов, рабочих буровиков, испытателей, вышкомонтажников, водителей и трактористов всегда с благодарностью говорят о В. И. Понятове, руководившем СНГРЭ с 1973 по 1977 гг. Это благодаря его напористости было реализовано решение о строительстве благоустроенного микрорайона «Геолог» на въезде в пос. Сангар. Дальнейшее развитие СНГРЭ получила в последующие годы под руководством В. Ф. Кеввая, руководившего экспедицией до перехода на должность заместителя генерального директора объединения в 1982 году. Особым уважением пользовались в коллективе экспедиции ветераны трудившиеся ещё в нефтеразведке: бурильщики Н. Н. Габышев, А. Н. Талыков, А. В. Сизов, тампонажник Г. Савин, организованно прибывшие из Молдавии: бурильщики В.Н Арзамасцев, Н. Е. Шубко, тампонажники: В. Андрющенко, В. Зябкин и другие. Всегда на слуху при встречах имена начальника ПТО, а позднее ЦИТС А. Н. Шевченко, ветерана (с 1953 г. в Якутии) и патриота Севера механика М. П. Плохоцкого, начальника ПТО А. Г. Кота, геологов В. Л. Карпенко и О. С. Девятьярова, старшего топографа В. М. Деева, буровых мастеров А. М. Ковалёва, С. И. Дорошенко, Л. И. Масальского, Л. А. Телепкова, испытателей: Г. Ф. Котченко, А. Г. Дозмарова, В. Ф. Козлова, В. Н. Белого, И. В. Лизунова.